# IS〜男でも女でもない性〜
『IS 〜男でも女でもない性〜』（アイエス おとこでもおんなでもないせい）は、六花チヨによる日本の漫画。『One more Kiss』（講談社）2003年2月8日発行の3月号・3月8日発行の4月号にそれぞれ短編が掲載された後、『Kiss』（講談社）2004年5月10日発行のNo.10より2009年7月25日発行のNo.15まで、長編「春」が連載された。単行本は全17巻。2007年、第31回講談社漫画賞少女漫画部門受賞。2011年にはテレビドラマ化もされた。

## 概要
タイトルにもある「IS」とは「インターセクシュアル (intersexual) 」の略である。「半陰陽」とも言い、遺伝子、染色体、生殖器（性腺、内性器、外性器）などの一部または全てが非典型的であり、身体的な性別を男性や女性として単純には分類できない状態を指す（詳細は半陰陽の項参照）。本作はそういった身体的特徴を持つ人々を主人公に据え、彼（彼女）らの心の動きや、その周囲を取り巻く環境を描いた作品である。

## あらすじ

### CASE 1:ヒロミ
戸籍の性別は空欄のまま、女性として育てられたヒロミ。“フツウ”ではない身体に悩み、必死に女性らしく振舞いつつも、一生恋愛は出来ないと思っていたヒロミだが、突然男性の同僚から愛を告白される。ヒロミはせめて外見だけでも“フツウ”の女性になりたいと考えたが……。

### CASE 2:竜馬（りょうま）
生まれたときは身体は“フツウ”の男の子だった竜馬。「女」だと感じる心を抑え、「男」を演じ続けてきた竜馬だったが、17歳を過ぎた頃から胸が膨らみ、身体が女性化していった。成人後に染色体検査で「IS」と告知された竜馬。これ以上「男」であり続けることに限界を感じ、自分らしく生きたいと「IS」だとカミングアウトし「どちらかといえば女」としての生活を始めるが……。
（以上、短編。単行本第1巻に収録）

### CASE 3:春（ハル）
（長編。単行本第2巻 - 17巻）
タロウ・陽子夫妻の第1子は、生まれてすぐに「IS」だと宣告される。医師に性別を決めるよう迫られるが、若い両親は苦悩の末この子・「春（ハル）」を一応「女」として届け出ながらも「IS」として育てることを決意する。春はISのありのままで両親に愛され、妹の夏と秋（双子）・弟の冬と共に愛情ある家庭で育つ。春は成長するにつれて性自認は「男」に、だが思春期以降身体は女性化。本人は悩み周囲は戸惑うが、それでも中学までは「IS」であることを隠さず「男子」として過ごしてきた。
将来は父と同じ「パティシエ」になる夢を抱き、調理科のある離れた街の高校に進学した春。だが高校では「男子」として受け入れられず、「女子」として入学し「IS」の事実を隠して生活する事になる。数人の女子の同級生は、春が「IS」と知った上で受け入れてくれた。だが、春が生まれて初めて恋心を抱いた相手は、「男」である伊吹だった……。
皆に「IS」について知ってもらい、ISのままで生きてゆきたい、それが自然なことになって欲しいと願うようになった春は、高校で「IS」であることをカミングアウトし、学校側にも男子制服での通学を認めさせる。一方で医師からは早期の女性ホルモン治療を勧告される。葛藤の末、男女を超えて春と伊吹は両想いの仲になるが……。

## 登場人物

### 主要人物
星野春（ほしの はる）
主人公。2000人に1人の確率で生まれるという、男女両方の器官を持つISとして生まれる。妹2人と弟1人が居る。夢はパティシエ。中身は男だが、体は女性として成長するにつれて憲次に恋心を抱く。サッカーカードのコレクションが趣味。
伊吹憲次（いぶき けんじ）
両親は離婚をしていて父と一緒に住む。母と障害者の姉とは別居。サッカーが好きで、春とはサッカーで出会う。サッカーカードをきっかけに春と仲良くなり、恋心を抱くようになる。
相原美和子（あいはら みわこ）
しずくの会の会員で春と同じIS。ウェーブのロングヘアーが特徴の女性。春と同じ高校生だが、幼いころに治療され、ISであることを両親から隠されていたため、家族に支えられている春を羨んでいると同時に春に対して好意を抱く。

### 星野家
星野夏（ほしの なつ）
春の妹。秋とは双子。縦巻きツインテールが特徴。
星野秋（ほしの あき）
春の妹。夏とは双子。ショートヘアが特徴。
星野冬（ほしの ふゆ）
春の弟。星野4兄弟の末っ子。
星野タロウ（ほしの タロウ）
星野4姉弟の父親。ISとして生まれた春を陽子とともに支えている。黒髪の短髪が特徴。職業はパティシエで春を題材にしたケーキが認められて店長に抜擢されている。
星野陽子（ほしの ようこ）
星野4姉弟の母親。タロウとともに春を支え、ISでも幸せになれる道を模索している。ウェーブがかった茶髪のショートヘアーが特徴。

### その他
斉藤レオン（さいとう レオン）
春の幼稚園からの幼馴染。幼稚園でうっかりお漏らしをしていたところを春がかばってくれたことで仲良くなる。中学までは同じ学校だったが、高校からは別の学校に進学している。女性化しつつある春に好意を抱くが、友達として割り切る。
畑野よし子（はたの よしこ）
春の高校でのクラスメイト。長身で頭の頂点で結んだ髪型が特徴。入学初日にマキの取れかかったボタンを直すため、春に裁縫道具を持っているかと話しかけたのをきっかけに仲良くなる。
長谷川マキ（はせがわ マキ）
春の高校でのクラスメイト。ウェーブがかったロングヘアーを後ろでふたつに束ねているのが特徴。ひっかけて破れたスカートを直すため、春が針と糸を持ってきたことから仲良くなる。また、高校で春がISであると初めて知った人物であり、春の力になろうとしている。
山田樹理亜（やまだ じゅりあ）
春の高校でのクラスメイト。長身で頭の頂点で結んだ髪型が特徴。入学初日にマキの取れかかったボタンを直すため、春に裁縫道具を持っているかと話しかけたのをきっかけに仲良くなる。
宇佐美はじめ（うさみ はじめ）
春の同級生。長身で短髪の女性。1年にして陸上部のエースであり、成績も学年トップ。よし子と仲が良い。男勝りな性格で、男は男らしく、女は女らしくといったことが嫌いなため、ISである春ともすぐに打ち解ける。
乾しず江（いぬい しずえ）
IS自助グループ・しずくの会の代表を務めるロングヘアーの女性。しずくの会はIS同士の情報交換などを目的とした団体で、本人もISであり、女性として暮らしている。

## 単行本
講談社コミックスKissより全17巻が刊行されている。
1. 2003年11月12日発売 ISBN 978-4-06-340460-9
2. 2004年12月13日発売 ISBN 978-4-06-340521-7
3. 2005年06月13日発売 ISBN 978-4-06-340549-1
4. 2005年11月11日発売 ISBN 978-4-06-340569-9
5. 2006年03月13日発売 ISBN 978-4-06-340584-2
6. 2006年07月13日発売 ISBN 978-4-06-340599-6
7. 2006年11月13日発売 ISBN 978-4-06-340618-4
8. 2007年03月13日発売 ISBN 978-4-06-340636-8
9. 2007年07月13日発売 ISBN 978-4-06-340654-2
10. 2007年10月12日発売 ISBN 978-4-06-340670-2
11. 2008年02月13日発売 ISBN 978-4-06-340688-7
12. 2008年05月13日発売 ISBN 978-4-06-340699-3
13. 2008年08月11日発売 ISBN 978-4-06-340713-6
14. 2008年11月13日発売 ISBN 978-4-06-340725-9
15. 2009年03月13日発売 ISBN 978-4-06-340740-2
16. 2009年06月12日発売 ISBN 978-4-06-340753-2
17. 2009年10月13日発売 ISBN 978-4-06-340769-3

## テレビドラマ
テレビ東京系列で2011年7月18日から9月19日まで毎週月曜日22:00 - 22:54（JST）に放送された日本のテレビドラマ。主演は福田沙紀と剛力彩芽。
ドラマの途中で、映画『モテキ』のコラボレーションが入る。
キャッチコピーは「人はひとりひとり、違っていいんだ。」。

### キャスト

#### 主要人物
- 星野 春 - 福田沙紀（幼少期：大下聖織 / 幼稚園時代：君野夢真）
学校法人宮里学園 白咲高等学校食物調理科1年3組。性別の判断が困難な「IS」として生まれる。戸籍上は「女」であるが、心は「男」として育ち、中学までは「男子」として人生を送る。サッカーが好きで中学生まではサッカー部に所属。パティシエを目指し、白咲高等学校を志望するが「男子」としての入学は認めてもらえず、止むを得ず「女子」として入学。入学式早々、美和子と友達になる。中学後半から体の「女性化」が進み始め高校入学式当日に生理を迎え、肉体的変化に戸惑う。2年生の伊吹と意気投合し、サッカーの試合にいくなど交流を始めるが、接するうちに「女子｣の感情が芽生えていく。ISのゆらぎが始まり、さらに戸惑う。
- 相原 美和子 - 剛力彩芽（幼少期：奥森皐月）
白咲高等学校普通科1年生。春と同じIS。父賢一に同じISの春を出会わせようと画策され入学。母直子の狂った教育方針に自殺を考えようとするなど心が荒れる。
- 伊吹 憲次 - 井上正大（少年期（写真 / 回想）：大橋律）
白咲高等学校普通科2年生サッカー部。姉の葵が車椅子生活の障害者で友達から偏見の目で見られ、つい車椅子のブレーキを離し葵を殺しかける。
- 齋藤 礼音 - 入江甚儀（幼稚園時代：多田煌琉）
春が初めて親友になった天然パーマの男の子。美和子に惚れて猛アタックをかける。春がISと知っている中で自然体で接してくれる友人の1人。彼に対して春のゆらぎは起こらない。

#### 星野家
- 星野 太郎 - 高橋ジョージ
春の父親。星のケーキ屋が潰れ、魚河岸の東発という会社で働いている。
- 星野 陽子 - 南果歩
春の母親。
- 星野 夏 - 山谷花純（幼少期：栗野莉子）
春の妹。
- 星野 武雄 - 勝部演之
太郎の父親。
- 星野 節子 - 泉晶子
太郎の母親。
- 宮原 和江 - 丘みつ子
陽子の母親。孫である春の性を「男でもあり女でもある」と親族に語り、人間個人として認める発言をする。

#### 相原家
- 相原 賢一 - 西村雅彦
弁護士。美和子の父親。直子との仲は冷め切っている。
- 相原 直子 - 西田尚美
美和子の母親。一度流産した経験から、大事に育てようとしたが美和子がISと知ると執拗とも異常ともとれる愛情で女の子にさせようとしている。

#### 伊吹家
- 伊吹 宗一 - 大杉漣
憲次の父親。父子家庭、葵の車椅子のブレーキを離した憲次よりも由紀を責めたため別居。
- 伊吹 由紀 - 北原佐和子（第8 - 9話）
憲次の母親。今は訳あって家族別々に暮らしている。
- 伊吹 葵  - 近藤里沙（少女期（写真 / 回想）第3・8 - 9話）
憲次の姉。生まれながらにして下半身不随の障害者。

#### 緑が丘総合病院
- 岡村 郁夫 - 山本圭
医療法人社団風清会 緑が丘総合病院小児科医師。
春の担当医。両親にISの告知をした。
- 長倉 真希 - 小林綾子
医療法人社団風清会 緑が丘総合病院小児科看護師。
- 医師 - 市川勇
三楽病院。ホルモンバランスがおかしくなった春に女性ホルモン投与を勧める。

#### 学校法人宮里学園白咲高等学校
- 宇佐美 はじめ - 武田梨奈
食物調理科1年3組。男勝りな性格だが根は純粋な女の子。彼氏に関係を迫られるが簡単には許せないと春に話す。
- 長谷川 マキ - 藤原令子
食物調理科1年3組。
- 畑野 よし子 - 尾崎千瑛
食物調理科1年3組。
- 山田 樹里亜 - 趣里
食物調理科1年3組。
- 錦 耕介 - 小林正寛
食物調理科1年3組担任。戸惑いつつも春を切り捨ててしまう事を良しとはせず、受け容れる道を前向きに模索する。
- 水沢 加奈子 - 鹿沼憂妃
食物調理科教員。
- 江藤 次男 - まいど豊
教頭。
- 小宮山 啓二 - 森下哲夫
学校長。
春が女性として学校に通うのであれば入学を認めると告げる。
- 学校保健師 - 建みさと

#### 横浜あゆむ幼稚園
- 先生 - 二宮直子
- 幼稚園児 - 大西翼、山田蓮二、相澤直也
礼音の天然パーマをからかってイジメていたところ春が助ける。

#### その他
- 乾 しず江 - 堀田貴子（第5 - 7話）
乾税理士事務所 税理士。IS自助グループ（ネットワークの拠点）しずくの会を運営している。
賢一の紹介で春は 美和子と一緒に訪れる。しずくの会では構えることもないし隠す必要もないと話す。
- 高桑 - 久保貫太郎（第5 - 7話）
乾税理士事務所職員。結婚してから子供が出来ないことに疑問を感じ詳しく調べたらISだと判明する。しずくの会にも参加している。
- 田口 - 織田和晃（第5 - 7話）
夏の彼氏。
- 戸田　美代子　‐　和泉ちぬ
星野家が住んでいる団地の主婦。
何かと集まっては主婦仲間と井戸端会議をしている。
- 主婦 - 春風ひとみ、小柳友貴美、奥田由美
星野家が住んでいる団地住人。何かと集まっては井戸端会議をしている。
- リュウジ - 沢井小次郎（第2・5話）
FAKESバーテンダー・彫師。

#### ゲスト
第4話
- 美和子中学時代同級生 - 指出瑞貴、柚りし菓

第5話
- 乾税理士事務所事務員 - 西舘さをり（第6話）

第6話
- 岡野 大 - 松澤傑
春の中学校同級生でサッカー部のチームメイト。

### スタッフ
- 脚本 - 寺田敏雄、岩村匡子
- 演出 - 藤尾隆、池澤辰也、森田昇
- 音楽 - 白石めぐみ
- 選曲 - 石井和之
- 技術協力 - ビデオフォーカス
- 美術協力 - 山崎美術
- カースタント - タカハシレーシング
- スタジオ - 東京メディアシティ
- 医事指導 - 堀エリカ
- 医療監修 - 長谷川行洋
- 取材協力 - 黒岩龍太郎
- チーフプロデューサー - 岡部紳二
- プロデューサー - 中川順平・森田昇（テレビ東京）、山田大作（オスカープロ）
- 企画 - 古賀誠一
- 制作 - テレビ東京、オスカープロモーション
- 制作著作 - 「IS」製作委員会

### 主題歌
オープニングテーマ
- 九州男「想色コーディネート」（ワーナーミュージック・ジャパン）

エンディングテーマ
- Hilcrhyme「パーソナルCOLOR」（ユニバーサルJ）

### 放送日程
| 話数                                                      | 放送日        | サブタイトル                         | 脚本              | 演出     | 視聴率 |
| --------------------------------------------------------- | ------------- | ------------------------------------ | ----------------- | -------- | ------ |
| 第1話                                                     | 2011年7月18日 | 親が子供の性別を決定する!?究極の選択 | 寺田敏雄          | 藤尾隆   | 2.1%   |
| 第2話                                                     | 2011年7月25日 | 美少女…偽りの微笑                    | 寺田敏雄          | 池澤辰也 | 2.1%   |
| 第3話                                                     | 2011年8月01日 | 私の居場所なんてどこにもない。       | 岩村匡子          | 森田昇   | 2.6%   |
| 第4話                                                     | 2011年8月08日 | 作られたお姫様                       | 岩村匡子 田口智子 | 藤尾隆   | 1.5%   |
| 第5話                                                     | 2011年8月15日 | 禁断の恋にゆれる…                    | 寺田敏雄          | 池澤辰也 | 2.6%   |
| 第6話                                                     | 2011年8月22日 | 手紙…暴かれた秘密                    | 岩村匡子          | 岡田寧   | 3.7%   |
| 第7話                                                     | 2011年8月29日 | 男でも女でもない性“カミングアウト”   | 岩村匡子          | 藤尾隆   | 2.2%   |
| 第8話                                                     | 2011年9月05日 | 男でも女でもない性たった一人の味方…  | 寺田敏雄          | 池澤辰也 | 2.6%   |
| 第9話                                                     | 2011年9月12日 | 男でも女でもない性大切な友達だから…  | 岩村匡子          | 岡田寧   | 1.9%   |
| 最終話                                                    | 2011年9月19日 | 自分が自分である証                   | 寺田敏雄          | 池澤辰也 | 3.1%   |
| 平均視聴率 2.4%（視聴率は関東地区・ビデオリサーチ社調べ） |               |                                      |                   |          |        |

| テレビ東京系列 月曜10時枠の連続ドラマ | テレビ東京系列 月曜10時枠の連続ドラマ                 | テレビ東京系列 月曜10時枠の連続ドラマ                                                                                        |
| 前番組                                | 番組名                                                | 次番組 |
| ------------------------------------- | ----------------------------------------------------- | --- |
| 鈴木先生 （2011年4月25日 - 6月27日）  | IS 〜男でも女でもない性〜 （2011年7月18日 - 9月19日） | 廃枠 |
| テレビ東京系列 月曜22時台             |                                                       | |
| 鈴木先生 （2011年4月25日 - 6月27日）  | IS 〜男でも女でもない性〜 （2011年7月18日 - 9月19日） | 単発枠 （2011年9月26日 - 11月7日） ↓ 日経スペシャル 未来世紀ジパング 〜沸騰現場の経済学〜 （2011年11月14日 - 2018年3月26日） |